# Ngựa Bhimthadi
Ngựa Bhimthadi, còn được gọi với một cái tên khác là Ngựa Deccani là một giống ngựa có nguồn gốc từ Ấn Độ gần như đã lâm vào tình trạng tuyệt chủng. Giống ngựa này được phát triển ở quận Pune vào thế kỷ 17 và 18 trong thời kỳ Maratha bằng cách lai giống Ngựa Ả Rập và Ngựa Thổ Nhĩ Kỳ với ngựa địa phương. Những con ngựa là kết quả phép lai này chứng minh chúng rất phù hợp cho lực lượng Shivaji trong cuộc chiến với quân đội Mughal trong địa hình đồi núi của Tây Maharashtra Nhà lãnh đạo Maratha Yashwantrao Holkar (1776-1811) luôn cưỡi ngựa Bhimthadi. Giống ngựa này được cho phép lai tạo ra trong thời cai trị của Anh ở Ấn Độ.
Chính phủ Gujarat đã chủ động trong năm 2010 để thực hiện nghiên cứu về việc cứu về giống ngựa Bhimthadi và các giống khác gần tuyệt chủng.

## Lịch sử
Ngựa Deccani còn được gọi với cái tên khác là "Bhimthadi" hoặc "ngựa Deccan". Giống ngựa này được đặt tên theo cao nguyên Deccan rộng lớn ở Ấn Độ.
Có vẻ như Marathas đã nuôi một giống ngựa cụ thể từ cuối thế kỷ 18. Các chiến binh và Maharajah Maratha Yashwantrao Holkar (1776-1811) là những người có đủ uy tín để luôn luôn chiến đấu trên lưng một con ngựa cái tên Mahua, thuộc chủng ngựa Bhimthadi. Theo truyền thống truyền miệng tại địa phương, đầu thế kỷ XIX, giống được lai với 500 con ngựa và ngựa vằn Ả Rập, thu được bởi Nizam và quý tộc của Hyderabad.